# Gorączka

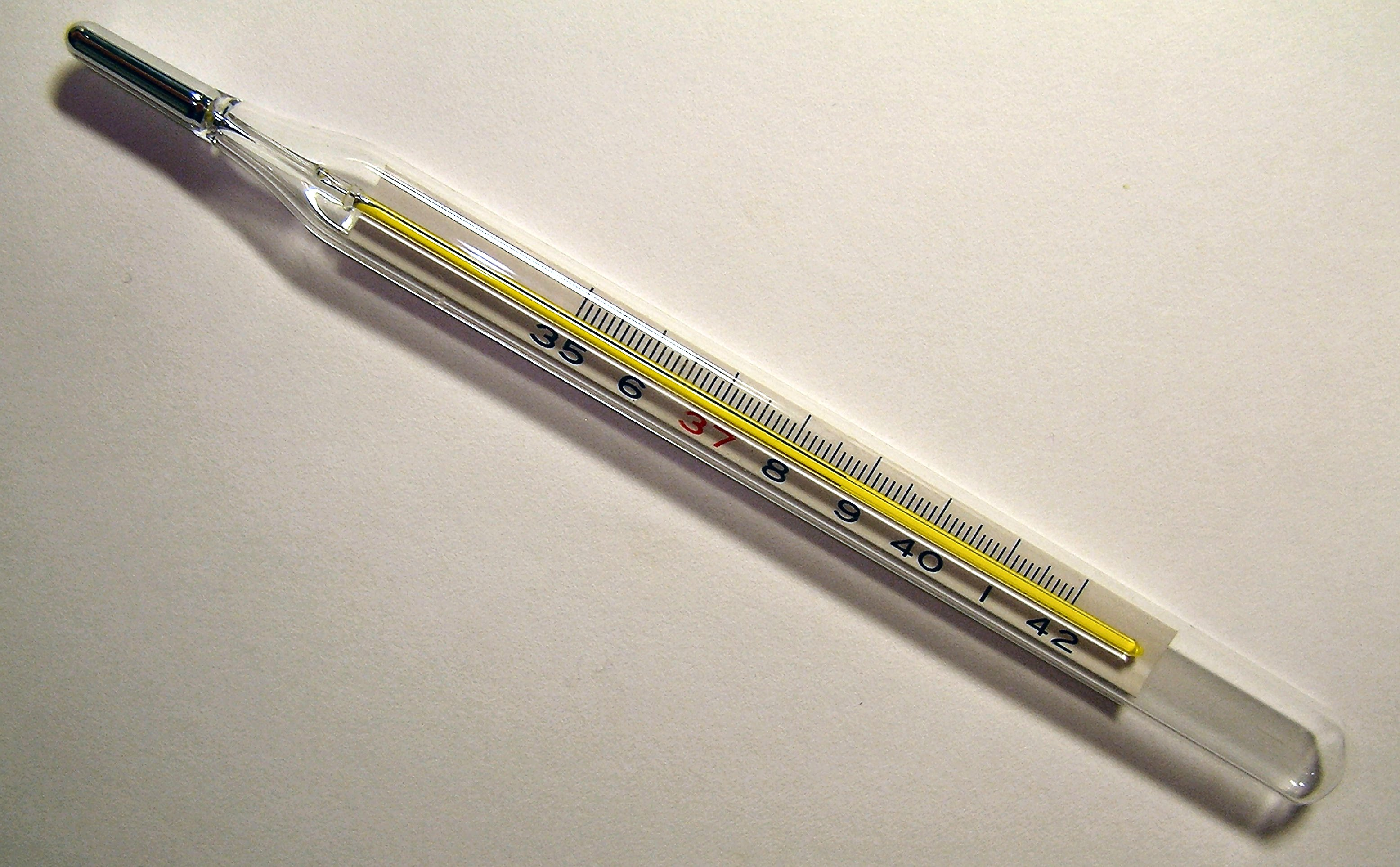
Termometr pokazujący temperaturę 38,7 stopnia

Gorączka (łac. febris) – stan eutermii towarzyszący chorobie polegający na zwiększeniu temperatury ciała w punkcie nastawczym powyżej normy. Pierwotne znaczenie tego objawu to obronna odpowiedź organizmu na atak wirusów, bakterii, grzybów, obecność ciał obcych, alergenów, martwych fragmentów tkanek i chemicznych pirogenów.
U człowieka umownie mówi się o stanie podgorączkowym, jeżeli temperatura ciała wynosi powyżej 37 °C, zaś o gorączce, jeśli przekroczy 38 °C. Po intensywnym wysiłku fizycznym temperatura ciała zdrowej osoby może wzrosnąć nawet o 0,5 stopnia.
Zwykle pomiaru temperatury dokonuje się za pomocą termometru lekarskiego (lub pirometru w uchu) w jednym z czterech miejsc:
- pod pachą (prawidłowa temperatura 36,6 °C) – najmniej dokładny pomiar z medycznego punktu widzenia;
- w jamie ustnej (prawidłowa temperatura 36,9 °C);
- w odbytnicy (metoda rektalna, dla niemowląt) (prawidłowa temperatura 37,1 °C) – najdokładniejszy pomiar z medycznego punktu widzenia.
- w uchu – mierzona jest temperatura błony bębenkowej (prawidłowa temperatura 37,1 °C) – pomiar o podobnej dokładności w porównaniu do metody rektalnej, lecz dużo szybszy i tańszy, dlatego popularny w szpitalach.

## Mechanizm powstawania gorączki
Proces powstawania gorączki zapoczątkowany jest pojawieniem się w organizmie pirogenów pochodzenia zewnętrznego (substancji białkowych stanowiących produkt metabolizmu bakterii i wzrostu wirusów). Komórki fagocytujące, w kontakcie z nimi, rozpoczynają produkcję tzw. pirogenów endogennych, które wraz z krwią dostają się do podwzgórza, pobudzając je do produkcji neuromediatorów zapalenia, w tym głównie prostaglandyn. Po dotarciu do ośrodka regulacji temperatury, w mózgu, powodują one zmianę punktu nastawczego (tzw. therm set point) na wyższy, co skutkuje zwiększeniem temperatury organizmu. Po zmianie punktu nastawczego organizm zaczyna intensywnie produkować ciepło (poprzez termogenezę mięśniową oraz bezdrżeniową) oraz zapobiega jego utracie. Trwa to do momentu osiągnięcia temperatury nowego punktu nastawczego.
Niezakaźne przyczyny gorączki:
- ciąża,
- wysiłek fizyczny,
- trawienie,
- owulacja,
- nadcieplność wegetatywna.

## Podziały gorączki

### Podział gorączek w zależności od wysokości temperatury
Gorączka może być podzielona na podstawie wysokości temperatury:
- 37(,1[3])–38,0 °C – stan podgorączkowy (status subfebrilis)
- 38,0–38,5 °C – gorączka nieznaczna (niska)
- 38,5–39,5 °C – gorączka umiarkowana
- 39,5–40,5 °C – gorączka znaczna
- 40,5–41,0 °C – gorączka wysoka
- >41 °C – hiperpireksja[3] (także hiperpyreksja[4])

### Tory gorączkowe
- gorączka ciągła (febris continua),
- gorączka zwalniająca (febris remittens),
- gorączka trawiąca (febris hectica),
- gorączka przerywana (febris intermittens)
- gorączka powrotna (febris recurrens), np. w brucelozie,
- gorączka przelotna (febris ephemerea) – trwająca do 1 dnia,
- gorączka nieregularna (febris irregularis) – brak charakterystycznego toru.

## Fizjologiczny sens gorączki

### Zalety gorączki
Ponieważ koszt metaboliczny gorączki jest wysoki, może wydawać się dziwne, że chory organizm (który zazwyczaj pożywia się gorzej) ma wyższą temperaturę. Okazuje się, że przy wyższej temperaturze mechanizmy obronne (takie jak wytwarzanie przeciwciał) czy proliferacja limfocytów ulegają znacznemu wzrostowi (około 10% na jeden stopień). Równocześnie zmniejsza się dostęp żelaza i innych związków dla patogenów, co utrudnia im namnażanie. Wykazano doświadczalnie, że zwierzęta, którym uniemożliwiono podwyższenie temperatury na czas infekcji (poprzez podawanie leków obniżających temperaturę), miały niższą przeżywalność niż zwierzęta bez podawanych leków. Według pewnej doktryny lekarze nie powinni starać się walczyć z gorączką za wszelką cenę, lecz traktować ją jako naturalny mechanizm obronny. Stosowanie leków przeciwgorączkowych w celu zmniejszenia gorączki koreluje ze wzrostem śmiertelności o 5% w populacjach ludzkich zakażonych wirusem grypy i negatywnie wpływa na wyniki pacjentów na oddziale intensywnej terapii.
Jeden z mechanizmów pozytywnego wpływu gorączki obejmuje bezpośredni wpływ podwyższonej temperatury na zakaźny potencjał patogenów. Dla przykładu, temperatura 40–41 °C obniża tempo replikacji wirusa polio ponad 200-krotnie w komórkach ssaków i zwiększa podatność Gram-ujemnych bakterii na lizę.
Gorączka jest bardzo starym ewolucyjnie mechanizmem obronnym i występuje u większości organizmów, jednak tylko stałocieplne ptaki i ssaki potrafią czynnie ją generować. U zmiennocieplnych przejawia się to próbą przeniesienia się w miejsca cieplejsze. W doświadczeniach polegających na podaniu pirogenów bakteryjnych jaszczurkom z rodzaju Dipsosauria szukały one cieplejszego o 2 °C stanowiska. Podobnie reagują płazy i ryby, a nawet karaczany.

### Szkodliwość gorączki
Gorączka powyżej 39 °C męczy i osłabia organizm. Wyraźnie przyspiesza akcję serca. Najbardziej wrażliwy na podwyższenie temperatury jest jednak mózg. Utrzymująca się gorączka powyżej 41,5 °C grozi uszkodzeniem białek w komórkach nerwowych (powyżej 41 °C to stan hiperpireksji), co może prowadzić do śmierci. Organizm jednak zazwyczaj potrafi kontrolować gorączkę i bardzo rzadko przekracza ona niebezpieczny dla zdrowia próg. Pomimo to powinna być bezwzględnie obniżana u dzieci (gdy przekroczy 39 °C, np. chłodnymi okładami, ze względu na mniej wydolny układ termoregulacyjny), a także kobiet w ciąży (ochrona płodu), u osób z niewydolnym układem krążenia (wysoka temp. obciąża układ krążenia) oraz u pacjentów po operacji (ze względu na wyczerpanie organizmu). Rodzice niestety często przedwcześnie obniżają gorączkę u dzieci z powodu gorączkofobii, wynikającej z rozpowszechnionych mitów na jej temat. Artykuł przeglądowy opublikowany w 2019 r. wykazał, że gorączkofobia jest rozpowszechniona na całym świecie także wśród lekarzy i pielęgniarek.

### Kontrowersje wokół użyteczności gorączki
Istnieją argumenty za oraz przeciwko pozytywnemu wpływowi gorączki na człowieka podczas choroby, niemniej zwalczanie gorączki za wszelką cenę nie jest rekomendowane. Nadużywanie ibuprofenu lub innych niesteroidowych leków przeciwgorączkowych i przeciwbólowych bez recepty, np. podczas epidemii grypy może prowadzić do śmierci.

## Gorączka a hipertermia
Gorączka jest to podwyższenie temperatury organizmu z powodu przestawienia punktu nastawczego na wyższy poziom. Równocześnie mechanizmy chłodzące są całkowicie sprawne. Hipertermia jest to stan podwyższonej temperatury z powodu zawodzenia mechanizmów chłodzących przy prawidłowym punkcie nastawczym. W przypadku hipertermii nie da się obniżyć temperatury poprzez podawanie leków przeciwgorączkowych. Analogicznie, zmiana punktu nastawczego na niższy przy prawidłowych mechanizmach termogenicznych nazywa się anapireksją, natomiast niższa temperatura spowodowana niewydolnym mechanizmem termogenicznym – hipotermią.
Gorączka to stan termiczny prostaglandyno-zależny, można więc za pomocą środków przeciwgorączkowych (np. aspiryna) zbić gorączkę. Inaczej wygląda sytuacja w przypadku hipertermii – podanie leków przeciwgorączkowych nie obniży w tym wypadku temperatury ciała ze względu na inny, prostaglandyno-niezależny mechanizm działania hipertermii.

## Klasyfikacja ICD10
| kod ICD10     | nazwa choroby                             |
| ------------- | ----------------------------------------- |
| ICD-10: R50   | Gorączka o innej lub nieznanej przyczynie |
| ICD-10: R50.2 | Gorączka polekowa                         |
| ICD-10: R50.8 | Inna określona gorączka                   |
| ICD-10: R50.9 | Gorączka, nieokreślona                    |